# Huracán Bud (2012)
El huracán Bud fue un raro gran huracán de mayo que bordeaba áreas de la costa occidental de México. El segundo ciclón tropical y nombrado tormenta de la temporada de huracanes en el Pacífico de 2012, Bud se convirtió lentamente en una depresión tropical desde un área de baja presión, centrada bien al sur de México el 20 de mayo de 2012. Se movió generalmente hacia el oeste-noroeste y al día siguiente, se fortaleció en la tormenta tropical Bud. Posteriormente, la intensificación adicional fue lenta. A última hora del 23 de mayo, Bud alcanzó vientos de 65 mph (100 km/h). Al día siguiente, sin embargo, comenzó a profundizarse rápidamente, y la tormenta se convirtió en huracán ese día. Bud alcanzó su punto máximo como un huracán de categoría 3 de 115 mph (185 km/h) el 25 de mayo. Varias horas después de alcanzar esa intensidad, la tormenta comenzó a debilitarse rápidamente a medida que se acercaba al oeste de México. Bud continuó debilitándose y finalmente se disipó al día siguiente.
Debido al rápido debilitamiento del huracán Bud en las costas de México, los efectos fueron en su mayoría mínimos. Sin embargo, el huracán aún produjo fuertes lluvias y olas de hasta 6 pies (1,8 m) en Melaque. Los daños a la playa se debieron a los mares agitados. Las fuertes ráfagas también arrancaron árboles a lo largo de la costa y las lluvias arrasaron algunas carreteras. No se asociaron muertes con los impactos del huracán.

## Historia meteorológica

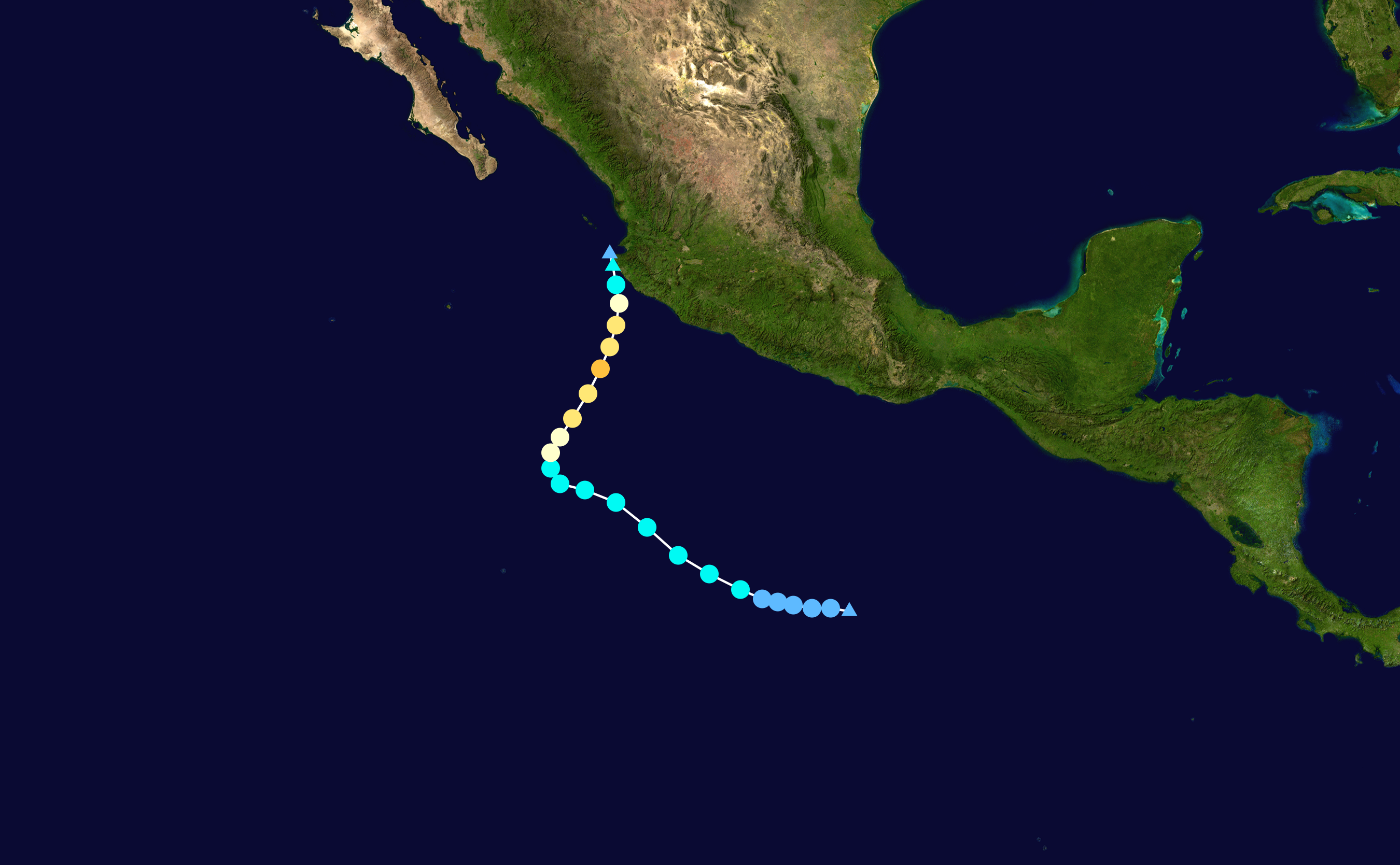
Mapa que traza la trayectoria y la intensidad de la tormenta, de acuerdo con la escala de huracanes de Saffir-Simpson

El precursor del huracán Bud salió de la costa de África occidental el 5 de mayo de 2012 como una ola tropical. La ola se intensificó lentamente a medida que avanzaba hacia el oeste como un área de tormentas eléctricas, produciendo lluvias de las Islas de Barlovento. El 12 de mayo, se formó un sistema de baja presión a partir de la ola tropical al sur del este de Panamá. En condiciones favorables, poco a poco comenzó a organizarse al este de la tormenta tropical Aletta, y luego de un estallido de convección el 15 de mayo, el Centro Nacional de Huracanes (NHC) comenzó a monitorear el sistema. A principios del 18 de mayo, el sistema se volvió casi estacionario mientras se encontraba cerca de México. Después de que la cizalladura del viento hizo que se organizara menos ese mismo día, el sistema comenzó a mostrar signos de desarrollo a partir del 19 de mayo. Aunque estaba reorganizándose, el sistema inicialmente carecía de una circulación superficial bien definida. El 20 de mayo, el sistema comenzó a organizarse rápidamente mientras se rastreaba lentamente hacia el oeste-noroeste. Más tarde ese mismo día, el Centro Nacional de Huracanes señaló que "las condiciones parecen favorables para que se forme una depresión tropical esta noche o el lunes". Se estima que la depresión tropical Dos-E se desarrolló a las 1800 UTC el 20 de mayo, mientras se encontraba a unas 825 km (525 millas) al sur de Acapulco, Guerrero. Aunque las imágenes satelitales geoestacionarias y de microondas indicaron una cizalladura moderada del viento del este, el Centro Nacional de Huracanes (NHC) pronosticó una intensificación rápida en un huracán.
A medida que la depresión se aceleró ligeramente hacia el oeste, la tormenta continuó organizándose y finalmente se intensificó en la tormenta tropical Bud el 22 de mayo, con vientos sostenidos de 40 mph (65 km/h). Bud permaneció a esta intensidad durante un día antes de fortalecerse, comenzando temprano el 23 de mayo, y alcanzó vientos de 65 mph (100 km/h) durante la tarde. En la mañana del 24 de mayo, Bud continuó su rápida intensificación, alcanzando vientos sostenidos de 85 mph (140 km/h), y luego 110 mph (175 km/h) por la tarde, mientras el sistema giraba hacia el norte. Más tarde, ese mismo día, Bud giró hacia el noreste y comenzó a acercarse a la costa del oeste de México. A fines del 24 de mayo, Bud se intensificó aún más en un huracán mayor de categoría 3, y obtuvo una intensidad máxima de vientos de 115 mph (185 km/h), con una presión baja central mínima de 960 mbars. El huracán Bud pudo mantener la intensidad de la categoría 3 durante las siguientes horas, incluso cuando sus bandas de lluvia exteriores comenzaron a moverse en tierra en el oeste de México. Muy temprano el 25 de mayo, el huracán Bud se debilitó en un fuerte huracán de categoría 2.
El huracán Bud comenzó a debilitarse rápidamente, a medida que avanzaba lentamente hacia la costa. Bud perdió rápidamente la mayor parte de su convección, que se cortó principalmente hacia el norte. A mediados de la tarde del 25 de mayo, Bud se debilitó hasta convertirse en una fuerte tormenta tropical, cuando comenzó a tocar tierra en el oeste de México. Se debilitó aún más durante las siguientes 24 horas, y Bud degeneró en un remanente bajo a principios del 26 de mayo. A finales del 26 de mayo, el remanente bajo del huracán Bud se disipó por completo.

## Preparaciones e impacto

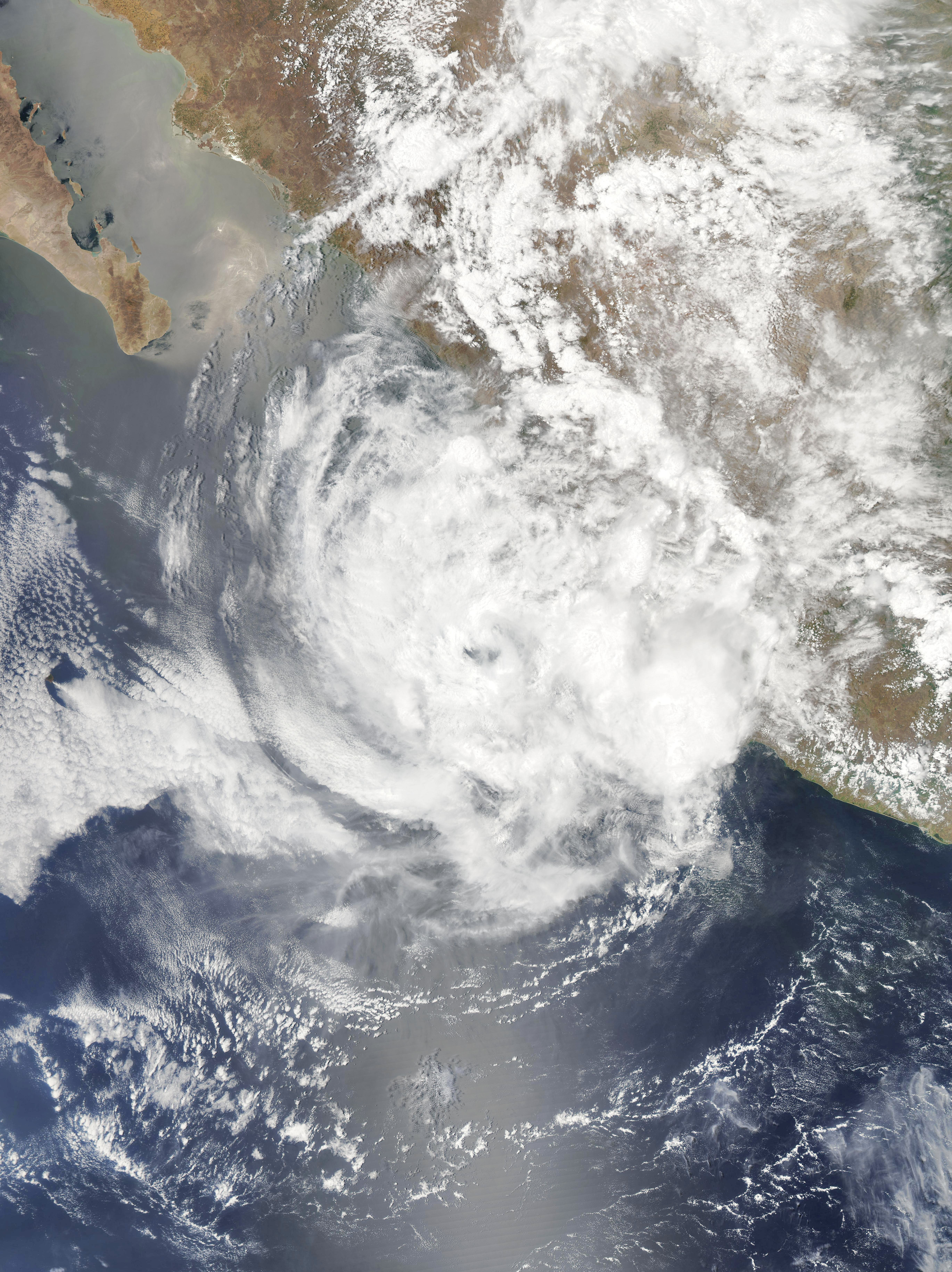
El huracán Bud se acerca al oeste de México el 25 de mayo de 2012

A primeras horas del 24 de mayo, el Gobierno de México emitió una alerta de tormenta tropical desde Punta San Telmo hasta La Fortuna. Más tarde ese día, la vigilancia fue reemplazada por una advertencia y se extendió a Cabo Corrientes, mientras que se emitió una alerta de huracán para la misma zona. Para las 21:00 UTC del 24 de mayo, las partes existentes de las advertencias entre Cabo Corrientes y Manzanillo se actualizaron a una advertencia de huracán, y se emitió otra alerta de tormenta tropical hacia el norte, hacia San Blas. En caso de evacuaciones, se cerraron once escuelas en Colima y Jalisco. El puerto de Manzanillo cerró por amenaza de lluvias. Las autoridades de Puerto Vallarta prohibieron temporalmente nadar en el océano. En Jalisco se prepararon cientos de vehículos pesados para mover escombros. Las autoridades abrieron un total de 898 refugios en Guerrero y alrededor de 200 refugios en Colima.
Antes de la rápida disipación de Bud en alta mar, la tormenta produjo fuertes lluvias y olas de 6 pies (1,8 m) en Melaque, una ciudad en el oeste de Jalisco. Para evitar el desbordamiento, los funcionarios del gobierno abrieron una laguna llena en Melaque. Las ráfagas de viento alcanzaron 55 mph (89 km/h) en Manzanillo, lo suficientemente fuerte como para derribar árboles. La tormenta arrasó carreteras en Mazanillo, pero ningún río se desbordó. Más al norte, hubo daños moderados en la playa. En general. el daño de Bud fue mínimo.